# フェリクス・ル・クーペ
フェリクス・ル・クーペ（Félix Le Couppey, 1811年4月14日 - 1887年7月4日）は、フランスの音楽教師、ピアニスト、作曲家。

## 生涯
ル・クーペはパリに生まれた。彼はパリ音楽院でヴィクトル・ドゥルランに師事し、17歳になる頃には和声学の助教授となっていた。1825年にはピアノと和声学で1等賞を獲得、1828年にはピアノ伴奏でも1番となった。
ル・クーペは1837年にアンリ・エルツの跡を継いでソルフェージュの教授に就任、1843年にはドゥルランの後任として和声学と伴奏でも教授となった。1854年から1886年の間に彼はピアノの講座を持ち、この楽器のために多数の教本を執筆した。『École du méchanisme du piano』や『24 études primaries』、『Cours de piano élémentaire et progressif』などである。彼の門下からは作曲家のエドゥアール・バティスト、エミール・ジョナ、ピアニストのマチルド・ベルナール＝ラヴィオレット（Mathilde Bernard-Laviolette）、そしてセシル・シャミナードらがいる。
ル・クーペはパリで生涯を閉じた。

## 主要作品
- Cours de piano
  - A B C du piano
  - L'Alphabet
  - Le Progrès
  - L'Agilité
  - Le Style
  - La Difficulté
- École du méchanisme du piano
- L'Art du piano　（注釈つきの50の練習曲）
- De l'enseignement du piano: Conseils Aux Eleves Et Aux Jeunes Professeurs （1882年）
- 15 Studies for the Pianoforte, Preface to Czerny's Velocity Studies
- The Alphabet
- Conseils aux femmes professeurs
- Troisieme etude de salon （1842年）